# Kamer van Koophandel en Fabrieken (Suriname)
De Kamer van Koophandel en Fabrieken (KKF) is een Surinaamse instantie die bedrijven voor, tijdens en na de start bedient van advies, en ze registreert in het handelsregister. Het handelsregister wordt gepubliceerd via de website van Suriname Directory.
De KKF werd op 1 mei 1910 opgericht in het pand van de commerciële bank DSB in Paramaribo. Op dat moment was de KKF nog geen wettelijk bevoegd orgaan en had het meer het karakter van een belangenvereniging. Van 1910 tot 1938 groeide het aantal leden van negen naar elf. In 2019 is het aantal leden uitgegroeid naar bijna 30.000 die samen goed zijn voor meer dan 150.000 arbeidsplaatsen.
Sinds de handelsregisterverordening van 1936 houdt de KKF de verplichte registratie van alle ondernemingen in Suriname bij. Sinds 2002 geeft het een informatieblad uit waarin voorlichting over het bedrijfsleven wordt gegeven en ondernemerschap wordt bevorderd.
De KKF organiseert jaarlijks een beurs van eind november tot begin december die rond de 100.000 bezoekers uit het Caribische gebied aantrekt. Daarnaast is het jaarlijks van eind april tot begin mei de organisator van de beurs Agro - ICT - Made n Suriname. Verder organiseert het de United Business Beurs met het mediabedrijf United. De beurzen worden in principe gehouden in de nabijgelegen Hal van het Bedrijfsleven, ook wel KKF-hal genoemd.
Het kantoor was tot 2008 gevestigd aan de Mr. Dr. J.C. de Mirandastraat 10 en is sindsdien aan de Prof. W.J.A. Kernkampweg 37, waar zich ook het KKF Beursterrein bevindt.

## Rechtsvormen
De besloten vennootschap (BV) is een rechtsvorm die niet bestaat in Suriname; in plaats hiervan is het mogelijk om een naamloze vennootschap (NV) op te richten. Verder kent Suriname de vennootschap onder firma (VOF), de commanditaire vennootschap (CV), de onderlinge waarborgmaatschappij (OWM), de coöperatie (co-op), publiekrechtelijke rechtspersonen, formeel buitenlandse vennootschappen, stichtingen en verenigingen. Sinds de invoering van de Wet op de Jaarrekening op 31 augustus 2017 zijn de rechtspersonen verplicht om over elk boekjaar een jaarrekening te publiceren. Met de invoering van het Nieuw Burgerlijk Wetboek (NBW) in 2025 is voorzien in de introductie van de trust als rechtsvorm.